# Almargen
Almargen è un comune spagnolo di 2 111 abitanti situato nella Provincia di Malaga, parte della comunità autonoma dell'Andalusia nel sud della Spagna. La città dista 105 km da Malaga. I nativi sono chiamati Almargeños.